# ループ (シカゴ交通局)
ループ （The Loop、一般にはLoop）、（歴史的にはユニオン・ループ（Union Loop））とは、イリノイ州シカゴにある長さ1.79-マイル (2.88 km)の高架鉄道の環状線であり、シカゴ・Lの路線網の中心となっている。 2012年現在、平日一日当たり74,651人の利用客がいる。ループという名前はレイク通り（北側）、ウォバッシュ通り（東側）、ヴァン・バーレン通り（南側）、ウェルズ通り（西側）の四つの通りでできる長方形に沿って環状していることから来ている。 シカゴのダウンタウンである「ループ」はこの環状線が名前の由来である。 高架鉄道ができる前のループという言葉の使われ方には諸説あり、その一つはこの地域を終着点としていた複数のケーブルカーのループ線もしくはターンテーブルに由来するというものである。特に1882年に建設されマディソン、ウォバッシュ、ステイト、レイクで接していた2路線はループ線を共有していた。しかし、交通歴史学者のブルース・モファットは「ループ」という単語は1895年から1897年の間にチャールズ・ヤーキスが高架線を建設するまで固有名詞としては使われてこなかったとしている。

## 運行
ループには8つの駅がある。 クラーク/レイク駅、ステイト/レイク駅は北側にランドルフ/ウォバッシュ駅 、アダムス/ウォバッシュ駅は東側に、ライブラリー駅 、 ラサール/ヴァン・バーレン駅は南側に、クインシー駅 、ワシントン/ウェルズ駅は西側にある。 2011年には20,896,612人の乗客がこれらの駅からシカゴ・Lに乗車した。
シカゴ・Lにある8路線のうち5つの路線がループの線路を使っている。 残りの3路線のうちの2路線、ブルーラインとレッドラインは地下を走行しループの中央を抜けループの駅と接続する。イエローラインはCTAの路線で唯一ループに乗り入れることも接続することもしない。 パープルライン（急行運転・平日のラッシュ時間帯のみ）とブラウンラインは北西の角の北側からループへ乗り入れる。 パープルラインの急行は時計回りにループを一周し、一方ブラウンラインは反時計回りに一周する。オレンジラインは南東の角の南側から、ピンクラインは北西の角の西側からそれぞれ乗り入れ、時計回りに一周する。 これら4路線はループをそれぞれの回る向きで一周するとループに向かう時とは逆の順番で各駅に停まりそれぞれの始発駅へ戻る。 グリーンラインは上下ともループを走るが一周はせず、ループの北側と東側のみをレイク・ストリート支線とサウス・サイド高架線の間を結ぶために乗り入れる。
二つの信号扱所がループへの出入りを制御している。 タワー12は南東側の角にある。 タワー18は三方向の行き来ができるダイヤモンドクロッシングを俯瞰する北西の角に位置し、一時は世界でもっとも忙しい鉄道の連動装置といわれた 。現在のタワー18は1969年9月7日に運用が開始された2代目である。19世紀に建設された初代のタワー18はその斜め向かいに建っていた。

## 歴史
ユニオン・ループが建設される以前は、シカゴの3つの高架鉄道線、サウス・サイド高架鉄道、レイク・ストリート高架鉄道、そしてメトロポリタン・ウェスト・サイド高架鉄道はそれぞれシカゴの繁華街の周辺部に自社の終着駅を持っていた。 チャールズ・タイソン・ヤーキスがこれらの鉄道を接続することを主導した。ユニオン・ループは区間ごとに分かれて建設された。レイク・ストリート高架鉄道は北側に沿って1895年に延伸し、ユニオン高架鉄道が1896年にウォバッシュ通りに沿って東側の路線を、そしてウェルズ通りに沿って西側の路線を1897年に開業させた。ユニオン・コンソリデート高架鉄道が1897年にヴァン・バーレン通りに沿って南側に開業した。 開業当初は12駅あり、直線区間にはそれぞれ3駅が存在した。 ユニオン・ループのウェルズ通りを越える西側区間の建設時にフィフス/レイク駅の南行のホームを撤去する必要が生じた。 さらにノース・ウェスタン高架鉄道が乗り入れるのに伴い残りのホームも撤去されることとなった。11駅が残り、2駅がループの北側に、残りの3つの側には3つの駅があった。
ループは政治スキャンダルを生み出した。すべての繁華街へ乗り入れる路線はヤーキスの企業に手数料を支払わなければならず、通勤客の運賃を上昇させた。州議会を買収した後、ヤーキスが5年間の運営権を請求する立法を確実にすると、彼は激怒を買い町を追われ、一時的な「プログレッシブ・リフォーム」の時代をシカゴにもたらした。

## 駅一覧
| ループ                                                         | ループ                               | ループ |
| 駅名                                                           | 場所                                 | 備考 |
| -------------------------------------------------------------- | ------------------------------------ | --- |
| ランドルフ/ウェルズ駅                                          | 150 N. Wells St.                     | 1995年7月17日に閉鎖されワシントン/ウェルズ駅に置き換えられた。 |

シカゴ交通局シカゴ・Ｌの路線図

| ワシントン/ウェルズ駅                                          | 100 N. Wells Street                  | シカゴ市役所、シビック・オペラハウス,、シカゴ・マーカンタイル取引所の最寄り駅 乗り換え：メトラ（オギルビー・トランスポーテーション・センター）                                                            |
| マディソン/ウェルズ駅                                          | 1 N. Wells St.                       | 1994年1月30日に閉鎖されワシントン/ウェルズ駅に置き換えられた。 |
| クインシー駅                                                   | 220 S. Wells Street                  | ウィリス・タワーの最寄り駅 乗り換え：メトラ、アムトラック（ユニオン駅） |
| ラサール/ヴァン・バーレン駅                                    | 121 W. Van Buren Street              | シカゴ商品取引所、シカゴ・オプション取引所の最寄り駅 乗り換え：メトラ（ラサール・ストリート駅） |
| ディアボーン/ヴァン・バーレン駅                                | Dearborn Street and Van Buren Street | 1949年に閉鎖された。1997年6月22日にライブラリー―ステイト/ヴァン・バーレン駅に置き換えられた。 |
| ハロルド・ワシントン・ライブラリー―ステイト/ヴァン・バーレン駅 | 1 W. Van Buren Street                | ハロルド・ワシントン・ライブラリーの最寄り駅 乗り換え：ブルーライン、レッドライン |
| ステイト/ヴァン・バーレン駅                                    | 400 S. State St.                     | 1973年9月2日に閉鎖された。1997年6月22日にライブラリー―ステイト/ヴァン・バーレン駅に置き換えられた。 |
| アダムス/ウォバッシュ駅                                        | 201 S. Wabash Avenue                 | グラント・パーク、ペトリロ・ミュージック・シェル、バッキンガム噴水、シカゴ美術館の最寄り駅 |
| マディソン/ウォバッシュ駅                                      | 2 N. Wabash Avenue                   | 2015年5月16日に閉鎖された。 全てのループを走る路線が発着した。 |
| ワシントン/ウォバッシュ駅                                      | TBD                                  | マディソン/ウォバッシュ駅とランドルフ/ウォバッシュ駅が統合される形で2017年8月31日に開業した |
| ランドルフ/ウォバッシュ駅                                      | 151 N. Wabash Avenue                 | マーシャルフィールズ百貨店、シカゴ文化センター、ミレニアム・パークの最寄り駅 乗り換え：メトラ、サウスショアー線（ミレニアム駅） 2017年9月3日にワシントン/ウォバッシュ駅に統合されることにより廃止された。 |
| ステイト/レイク駅                                              | 200 N. State Street                  | シカゴ・シアター、ジーン・シスケル・フィルム・センター、ハロルド・ワシントン大学の最寄り駅 乗り換え：レッドライン                                                                                         |
| クラーク/レイク駅                                              | 100 W. Lake Street, Chicago          | ジェームズ・R・トンプソン・センター、リチャード・J・デイリー・センターの最寄り駅 乗り換え：ブルーライン                                                                                                   |
| フィフス/レイク駅                                              | Wells Street and Lake Street         | 1889年12月17日に閉鎖された。 |